# Mike Reilly (amerikaifutball-játékos, 1942)
Mike Reilly (Dubuque, Iowa, 1942. március 27. – Dubuque, Iowa, 2019. október 18.) amerikai amerikaifutball-játékos.

## Pályafutása
Az Iowa Hawkeyes főiskolai csapatában kezdte a játékot. 1964 és 1968 között a Chicago Bears,  1969-ben a Minnesota Vikings játékosa volt. 1969-ben NFL-bajnok lett Vikings csapatával.

## Sikerei, díjai
- National Football League
  - győztes: 1969